# Centre de doctrine et d'enseignement du commandement
Le Centre de Doctrine et d'Enseignement du Commandement (CDEC) est un organisme chargé de la doctrine de l'Armée de Terre. Il se présente comme « le think-tank interne de l'Armée de Terre ».

## Rôle et missions
Les missions du CDEC sont au cœur de la dynamique du Commandement du Combat Futur: 
- Anticiper l'emploi et garantir un cadre adapté aux engagements actuels (et futurs) des forces terrestres — En particulier : 
  - élaborer et assurer la cohérence générale de la doctrine d’emploi des forces terrestres en réseau avec la communauté doctrinale de l’armée de Terre ;
  - garantir l’interopérabilité doctrinale de l’armée de Terre avec celle de nos alliés ;
  - coordonner la fonction retour d'expérience (RETEX) de l’armée de Terre ;
  - assurer l’expertise de la fonction opérationnelle commandement ;
  - piloter et conduire des études prospectives et des travaux de recherche au profit de la doctrine et de l’anticipation tactique ;
  - exercer une fonction de veille et d’anticipation et inscrire son action de façon transverse à l’ensemble des commandements.
- Valoriser la pensée militaire du CDEC — En particulier: 
  - mettre en forme, traduire, publier et diffuser les publications du CDEC ;
  - élaborer, mettre en oeuvre ou appuyer le montage d’outils de rayonnement destinés à un public de décideurs et d’influenceurs ;
  - produire et diffuser des éléments d’éclairage et de compréhension vers des relais internes armée de Terre.

## Organisation
Le CDEC est organisé en quatre pôles 

### Quatre pôles
Comme indiqué sur son site Internet: "Le CDEC est organisé en quatre pôles (études et prospective/PEP, multi-champs/PMC, commandement doctrine/PCD, appui au commandement/PAC), et lui est rattaché le pôle rayonnement de l’armée de Terre (PRAT).Pour assurer le fonctionnement général du Centre et notamment les synergies nécessaires entre les pôles et le PRAT, le général directeur s’appuie sur un chef d’état-major, qui exerce en particulier les fonctions de commandant de la formation administrative (CFA) et sur le secrétaire général d’état-major assurant la cohérence du travail transverse."

#### Pôle multichamps
Ayant pour mission majeur d’étudier les nouveaux champs de la conflictualité afin de les traduire en concepts, travaux exploratoires ou documents de doctrine, le pôle multichamps agit comme un laboratoire de réflexion dans le domaine des Forces morales, des champs immatériels (cyber, champs cognitifs, guerre électronique) et des chantiers capacitaires représentés par Titan, Scorpion, Vulcain et MGCS (nouveaux équipements, infovalorisation, robotique, drones…). A ce titre il travaille en liaison avec les autres organismes de l’armée de Terre afin d’alimenter la réflexion, de proposer des modalités opératoires pour ces domaines ou de proposer des évolutions capacitaires, d’organisation voire doctrinales.

#### Pôle appui au commandement (PAC)
Placé sous l’autorité du CEM, le pôle appui au commandement est responsable du soutien organique du Centre : gestion des ressources humaines et suivi des emplois et compétences du personnel civil et militaire, soutien administratif, financier et informatique qui assurent le bon fonctionnement du CDEC, réalisation et diffusion de la documentation. Le PAC dispose également, d’un bureau responsable de la traduction en langue anglaise des publications du CDEC.

#### Pôle études et prospective (PEP)
Contribuant à valoriser et diffuser la pensée militaire « Terre », le PEP anime dans une logique de réseaux, le Centre de Réflexion « Terre ». Ce forum constitue un laboratoire de réflexion pluridisciplinaire permettant d’informer, d’éclairer et d’alimenter la réflexion sur les opérations aéroterrestres (sol et près du sol) et sur l’environnement opérationnel avec un regard tourné vers le passé et les fondements de la tactique générale (CTGHM), un observatoire des conflits et un bureau innovation et anticipation chargé de détecter les ruptures et évolutions majeures pouvant avoir un impact sur l’avenir de l’armée de Terre.

#### Pôle commandement et doctrine (PCD)
Rédigeant des documents doctrinaux du niveau de responsabilité du CEMAT ou du directeur du CDEC et assurant la cohérence des autres publications en lien avec les Division Etudes et Prospective, ce pôle établit et développe, dans le cadre des missions qui lui sont confiées, des contacts et procède à des échanges avec les organismes extérieurs au Centre : état-major des armées, direction général de l’armement, état-major de l’armée de Terre, CFT, CRR-FR (corps de réaction rapide – France), EM DIV 1 et 3 (1ère et 3ème division), OTAN, UE, ONU… Il répond également aux différents mandats qui lui sont confiés et s’assure que les orientations de l’armée de Terre soient prises en compte par la doctrine interarmées.

### Directeurs
- 2017-2019 : Pascal Facon, général de division[3]
- 2019-2021 : Michel Delion, général de division[4]
- 2021-2023 : Pierre-Joseph Givre, général de division[5]
- Depuis 2023 : Benoît Vidaud, général de division[1]